# Taz Skylar
Tarek Yassin Skylar, född 5 december 1995 på Teneriffa, är en spansk skådespelare. Han är känd för sin roll som Sanji i Netflix-serien One Piece.

## Biografi
Skylar föddes och växte upp på Teneriffa, med en far med libanesisk härkomst från Sierra Leone och en engelsk mor från Yorkshire i Storbritannien.

## Filmografi (i urval)
- 2018–2019 – The Reserves (TV-serie)
- 2019 – The Kill Team
- 2019 – Lie Low
- 2020 – Villain
- 2021 – Boiling Point
- 2022 – Agatha Raisin – privatdetektiv (TV-serie)
- 2022 – The Lazarus Project (TV-serie)
- 2023 – One Piece (TV-serie)
- 2023 – Boiling Point – på liv och död (TV-serie)